# فرانكلين كارتر
فرانكلين كارتر (بالإنجليزية: Franklin Carter)‏ هو أستاذ جامعي أمريكي، ولد في 1837 في واتربوري في الولايات المتحدة، وتوفي في 1910.